# Zophomyia albicalyptrata
Zophomyia albicalyptrata är en tvåvingeart som beskrevs av Macquart 1854. Zophomyia albicalyptrata ingår i släktet Zophomyia och familjen parasitflugor.
Artens utbredningsområde är Belgien. Inga underarter finns listade i Catalogue of Life.